# 黄道周讲学处
黄道周讲学处，位于中国福建省漳浦县绥安镇石斋村，为一个全国重点文物保护单位，类型为古建筑，历史年代为明。1961年5月10日公布为第一批福建省文物保护单位。2019年10月7日公布为第八批全国重点文物保护单位。